# Gare d'Isesaki
La gare d'Isesaki (伊勢崎駅, Isesaki-eki) est une gare ferroviaire de la ville d'Isesaki, dans la préfecture de Gunma au Japon. La gare est exploitée par les compagnies JR East et Tōbu.

## Situation ferroviaire
La gare est située au point kilométrique (PK) 69,1 de la ligne Ryōmō. Elle marque la fin de la ligne Tōbu Isesaki.

## Histoire
La gare d'Isesaki a été inaugurée le 20 novembre 1889. La ligne Tōbu Isesaki y arrive le 13 juillet 1910.

## Service des voyageurs

### Accueil
La gare dispose d'un bâtiment voyageurs, avec guichets, ouvert tous les jours.

### Desserte

#### JR East
- Ligne Ryōmō :
  - voies 1 et 2 : direction Maebashi et Takasaki
  - voies 3 et 4 : direction Kiryū et Oyama

#### Tōbu
- Ligne Tōbu Isesaki :
  - voies 1 et 2 : direction Ashikagashi, Kita-Senju, Oshiage et Asakusa